# Novruz Mammadov
Novruz Mammadov, (en azéri : Novruz İsmayıl oğlu Məmmədov) né le 15 mars 1947 à Shikhmakhmud, est un homme d'État azerbaïdjanais, Premier ministre de 2018 à 2019. 

## Biographie

### Jeunesse et études
Il est né à Shikhmakhmud dans le Nakhitchevan le 15 mars 1947. Il a reçu un doctorat en philologie en 1991 de l'Institut des langues étrangères d'Azerbaïdjan, où il est ensuite devenu instructeur.

### Carrière politique
De 1967 à 1968, il devient interprète et interprète principal en Algérie, de 1971 à 1973 en Guinée et de 1978 à 1981 en Algérie. De 1992 à 1993, il a été le doyen de la faculté préparatoire de l'Institut des langues étrangères d'Azerbaïdjan. De 1993 à 1997, il était doyen de la langue française de l'Institut des langues étrangères d'Azerbaïdjan. De 1995 à 1997, il était l'interprète du président de la République d'Azerbaïdjan. De 1997 à 2018, il était chef du département des relations extérieures de l'administration du président de la République d'Azerbaïdjan. De 2003 à 2018, il a été président du département de la lexicologie et de la méthodologie de la langue française à l'université des langues étrangères d'Azerbaïdjan.
En plus de l'Azerbaïdjanais, il parle couramment le russe et le français.
Le 21 avril 2018, Mammadov est nommé Premier ministre d'Azerbaïdjan.
Mammadov a été conseiller du président pour les questions de politique étrangère et vice-chef de cabinet du président.
Novrouz Mammadov est vice-recteur à l'Université des Langues d'Azerbaïdjan.

## Titres honorifiques
- Premier conseiller d'État.
- 1998 - Il reçoit l'Ordre de la légion d'honneur de Jacques Chirac, ancien président de la République française.
- 2002 - le rang d'ambassadeur extraordinaire et plénipotentiaire par le décret du président de la République d'Azerbaïdjan.
- 2007, par ordre du président azerbaïdjanais Ilham Aliyev, Novruz Mammadov a reçu l'Ordre Chohrate[4],[5]
- 2017 - l'Ordre Charaf par le Décret du Président de la République d'Azerbaïdjan[6],[7].
- Le 21 avril 2018, Novruz Mammadov a été nommé Premier ministre par ordre du président de la République d'Azerbaïdjan.

## Publications
Novruz Mammadov est l'auteur de plus de 20 articles scientifiques et de plusieurs livres, dont plus de 300 articles consacrés aux questions politiques et politiques.